# Тольтен (річка)
Тольтен (ісп. Río Tolten) — річка в провінції Каутин регіону Арауканія Чилі.

## Географія
Річка бере початок в озері Вільяррика біля однойменного міста на висоті 230 метрів. Тече по дузі (північний захід → захід → південний захід), впадає в Тихий океан південно-західніше Тольтена.
Довжина річки становить 123 км, а загальна площа басейну дорівнює 8 398 км². У своєму гирлі Тольтен досягає ширини 500 метрів. Головна притока — річка Альїпен. Населені пункти на берегах річки: Вільяррика, Пітруфкен, Теодоро-Шмідт, Уальпін, Уева-Тольтен, Тольтен.
Довгий час річка служила кордоном між землями мапуче і уільче.

## Галерея фотографій річки Тольтен

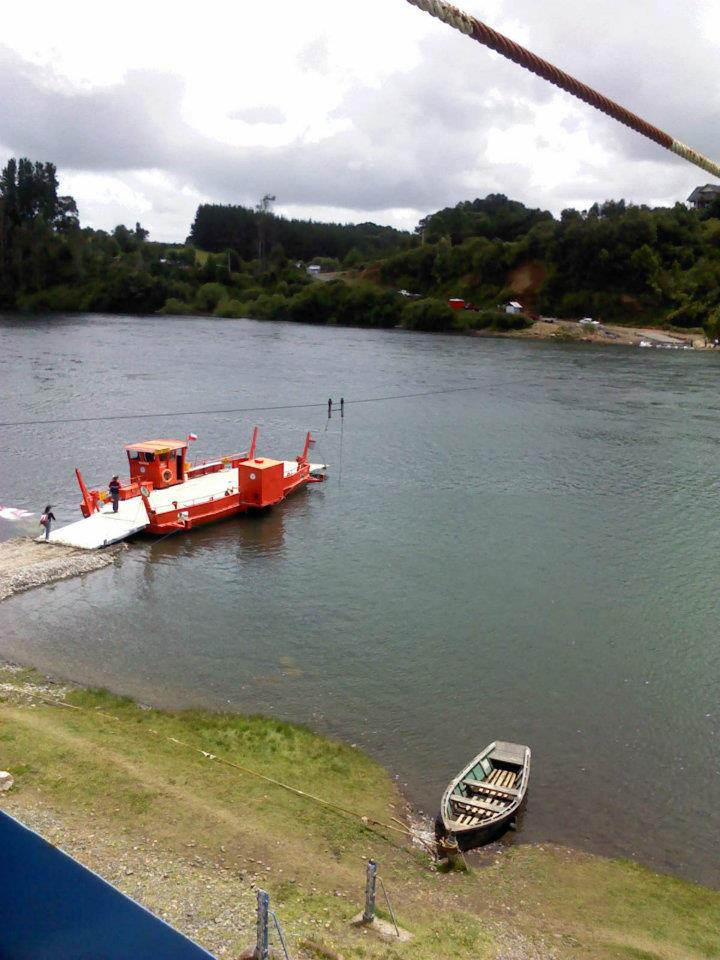
Пором на річці
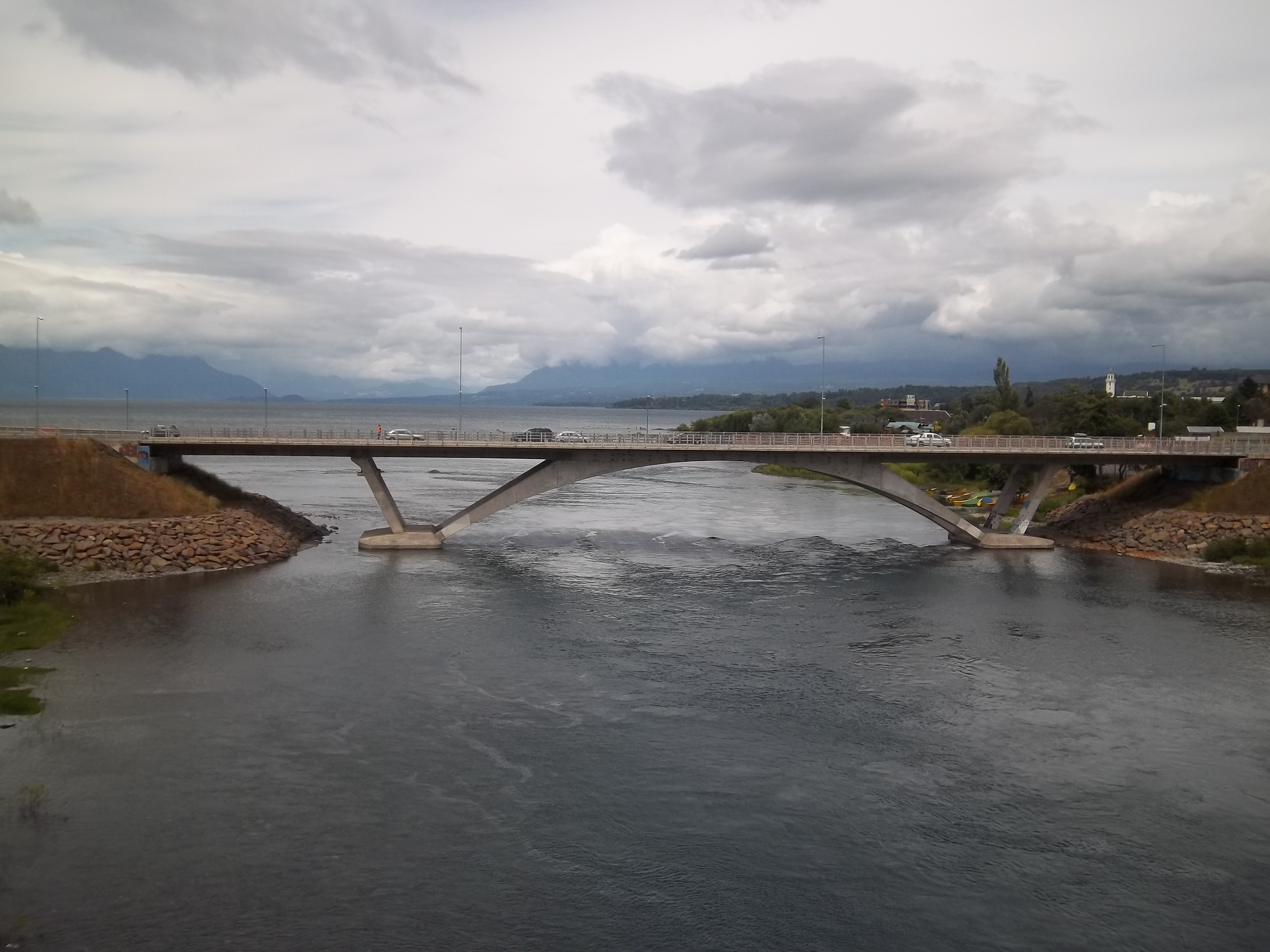
Міст через річку біля Вільяррікі
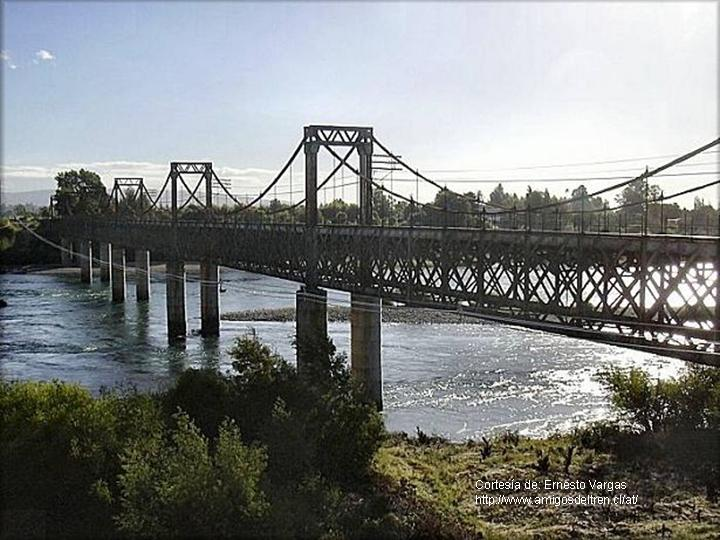
Міст через річку в Пітруфкені
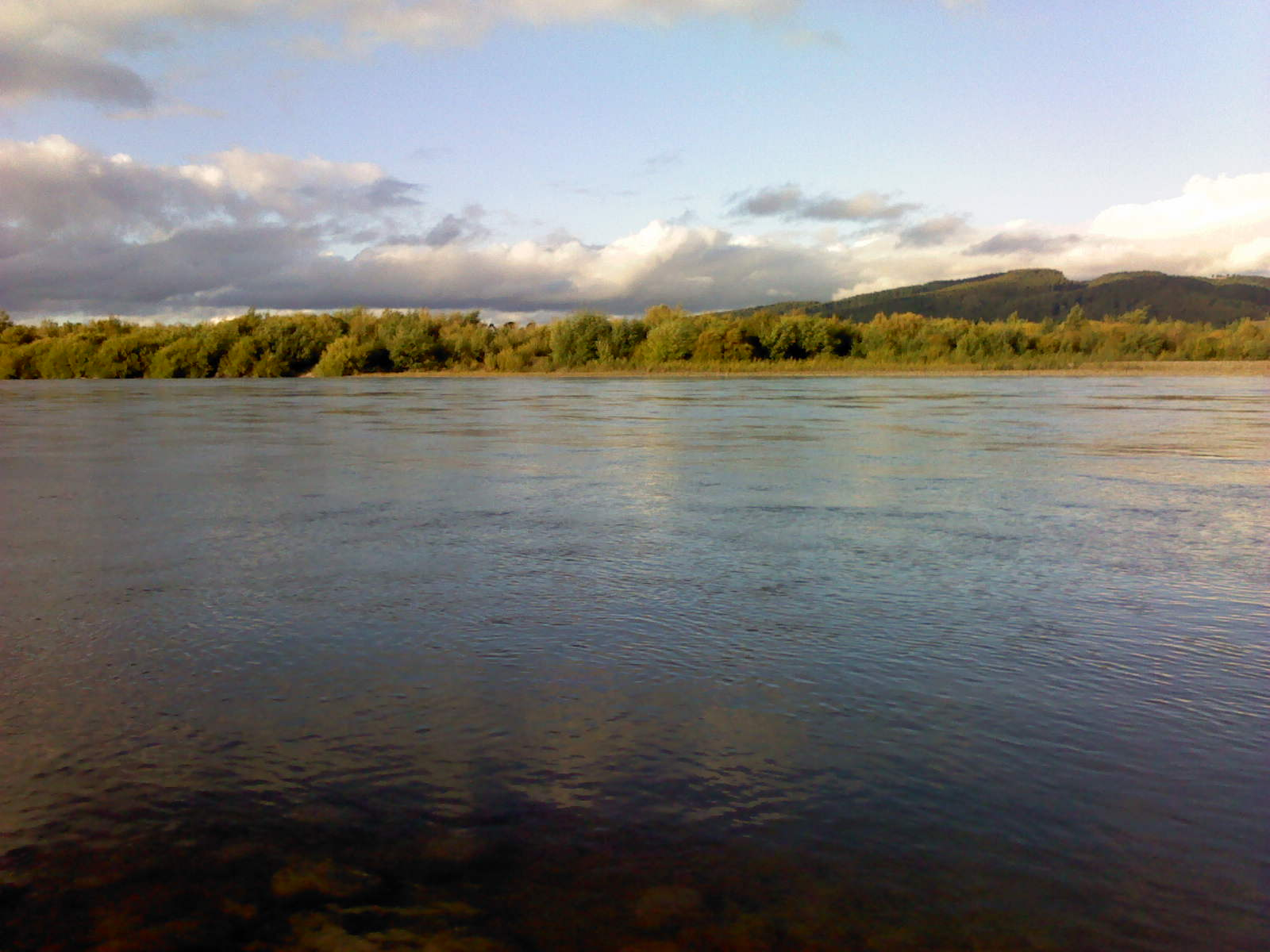
Вид на річку
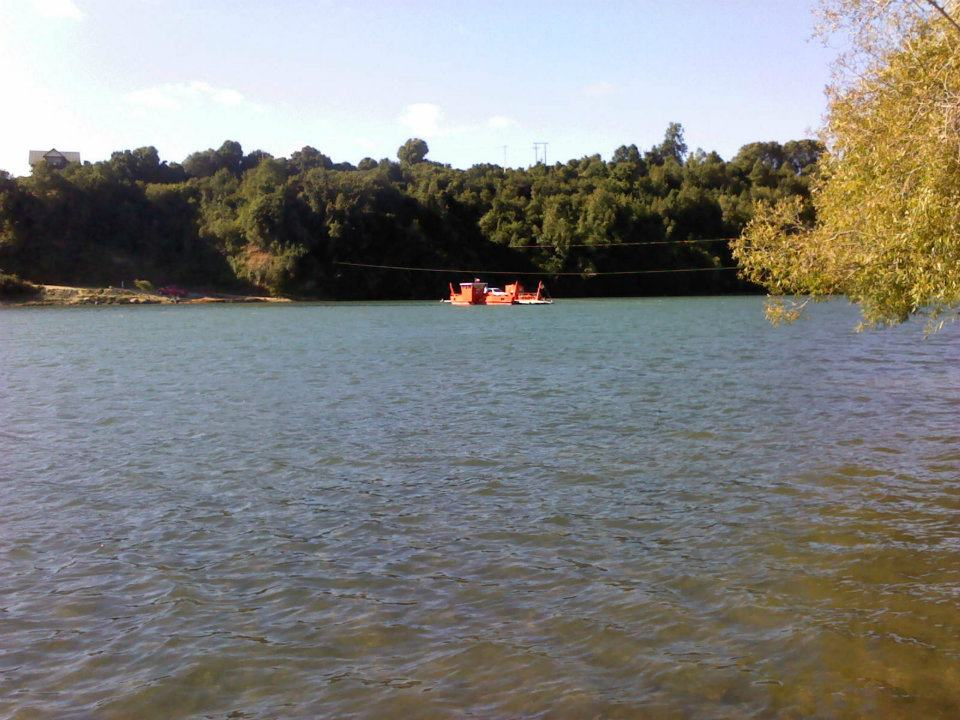
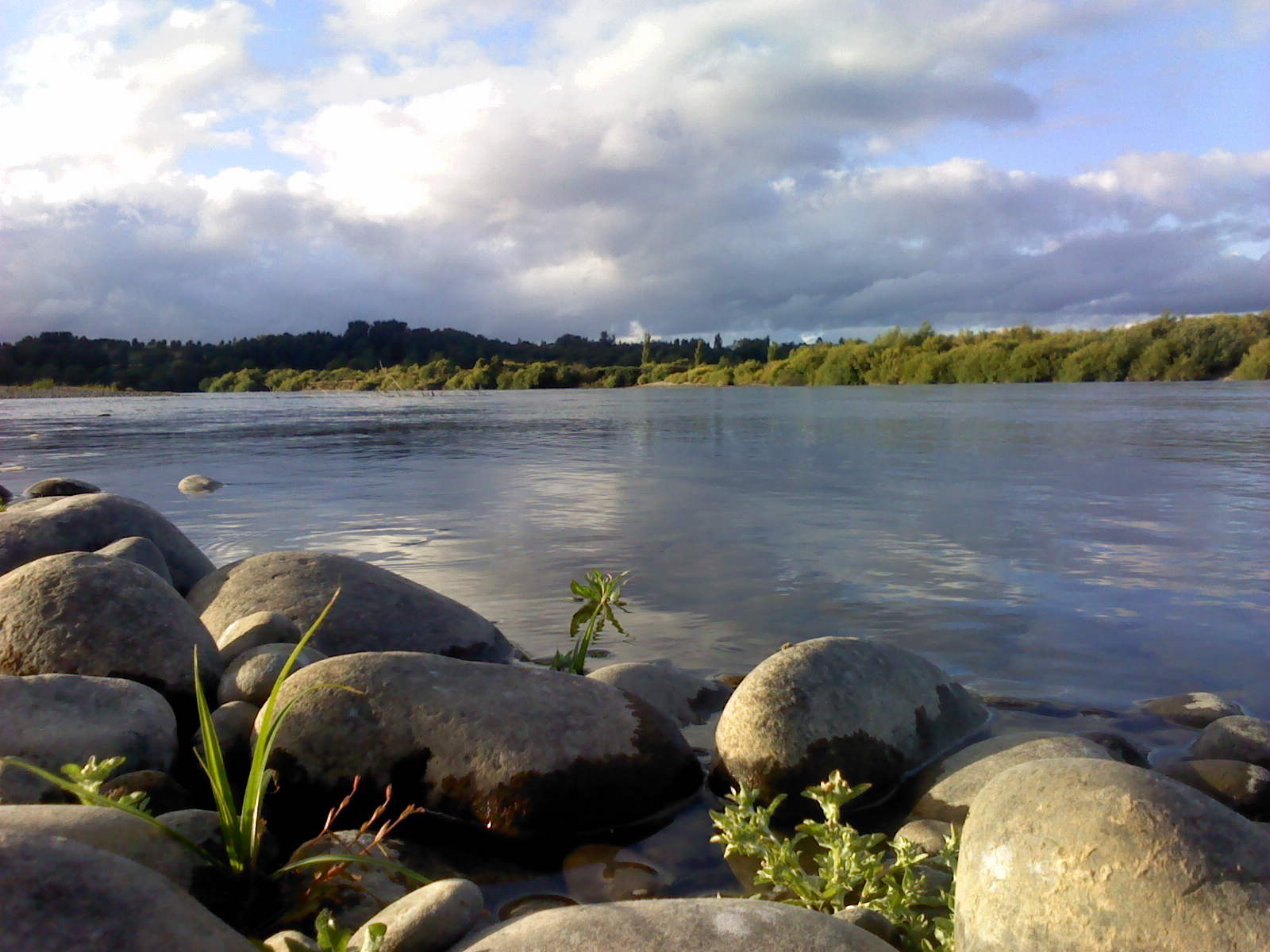
Вид на річку з берега
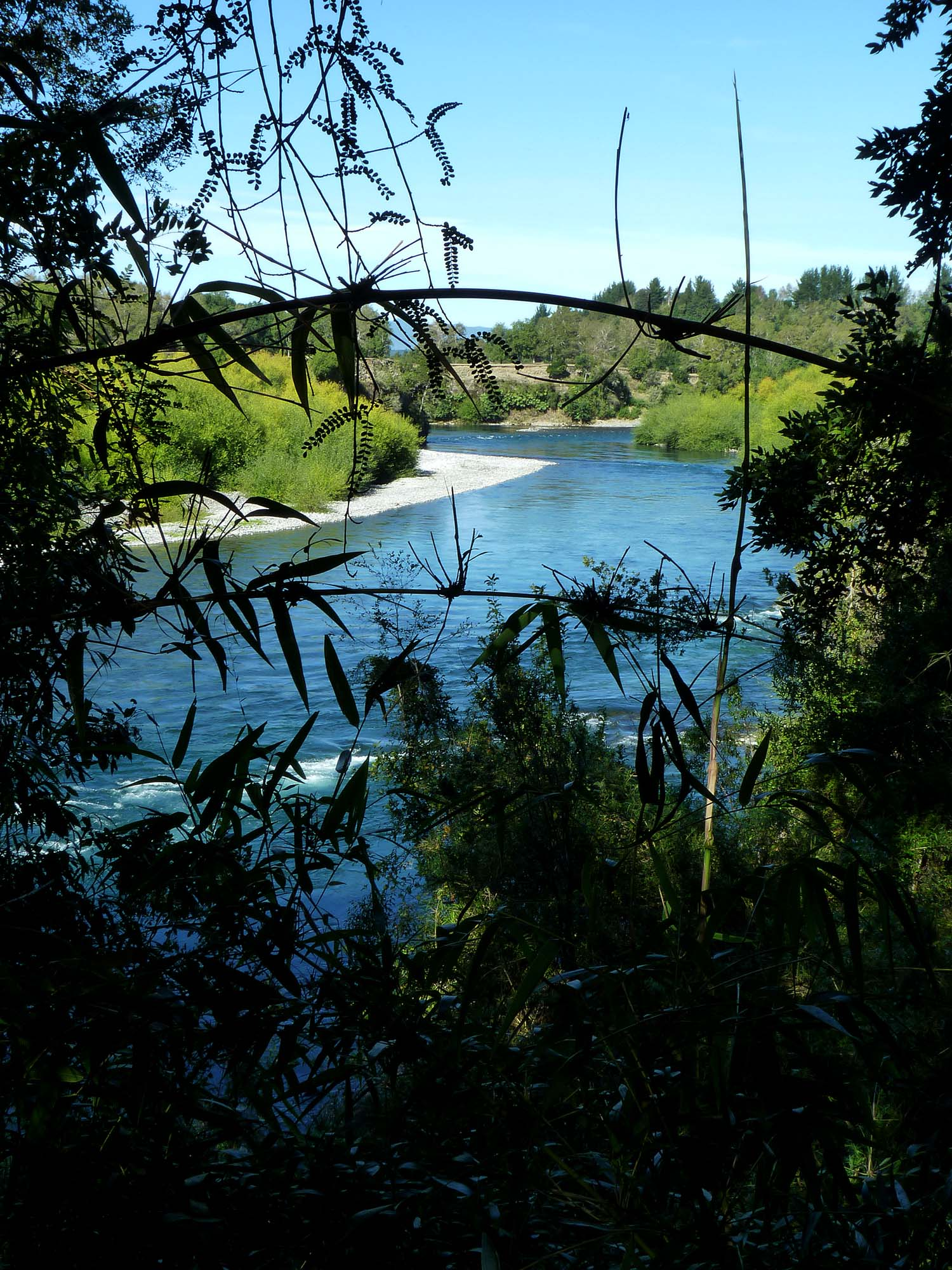